# Guahibo
I Guahibo (chiamati anche Sikuani) sono una popolazione indigena della Colombia orientale. Fanno parte degli 84 popoli indigeni censiti nel paese che arrivano globalmente a 700.000 abitanti.
Abitano la zona degli llanos, in un territorio delimitato fra i fiumi Meta a nord, Orinoco a est, Vichada e Guaviare a sud e Manacacías ad ovest. Vivono nella savana aperta, al confine con la foresta. Piccole comunità sono in Venezuela. Si ipotizza che siano originari della Guyana.
Hanno una organizzazione sociale patriarcale. Vivono di caccia, pesca e raccolta e agricoltura. L'unità base della loro società è la famiglia, ma molti dei lavori sono fatti in forma collettiva.
La lingua Guahibo è parlata da 20.000 persone come lingua principale, 15.000 in Colombia e 5.000 in Venezuela.